# Paradjinga marmorata
Paradjinga marmorata är en skalbaggsart som beskrevs av Stefan von Breuning 1970. Paradjinga marmorata ingår i släktet Paradjinga och familjen långhorningar. Inga underarter finns listade i Catalogue of Life.